# 董保同
董保同（1967年1月—），河北深县人，汉族，中国共产党党员。中华人民共和国政治人物、第十三届全国人民代表大会云南省代表。现任中华人民共和国生态环境部副部长、党组成员，国家核安全局局长。

## 生平

### 早年教育
1981年，时年14岁的董保同从河北省深县第一中学（现河北深州市中学）参加高考，以深县第一名考入北京大学技术物理系原子核物理学专业。

### 国防科工系统
1985年本科毕业后，18岁的董保同进入核工业部核科学技术情报研究所工作。1988年，核工业部撤销并组建中国核工业总公司后，董保同继续在该公司工作。
1998年7月，董保同赴任国防科学技术工业委员会工作，先后担任政策法规司副司长、办公厅副主任、办公厅巡视员兼副主任等职务，期间曾挂职任北京奥组委场馆管理部副部长。
2008年7月，国家国防科技工业局组建后，董保同任国家国防科技工业局系统工程二司司长（正司局级）。

### 空降云南
2010年10月，董保同赴云南省任职，出任中共昆明市委常委，昆明高新技术产业开发区管委会主任、党工委书记（正厅级）。
2014年7月，董保同任云南省人民政府副秘书长（正厅级）。
2015年6月，董保同出任中共曲靖市委副书记，曲靖市人民政府代市长、市长。
2018年10月，董保同任云南省科学技术厅副厅长、党组副书记（正厅级），于次年1月接任厅长。2018年，董保同被选为云南省出席第十三届全国人民代表大会代表。

### 回京任职
2020年11月，董保同离开工作了10年的云南，重返国家国防科技工业局任副局长、党组成员，兼任国家原子能机构副主任。
2022年10月，董保同升任生态环境部副部长、党组成员，国家核安全局局长。